# مرادي (النيجر)

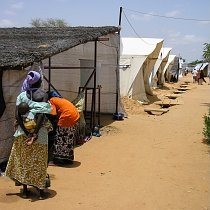
مخيم إغاثة بالمدينة التي عانت من قحط أصاب النيجر سنة 2005م.

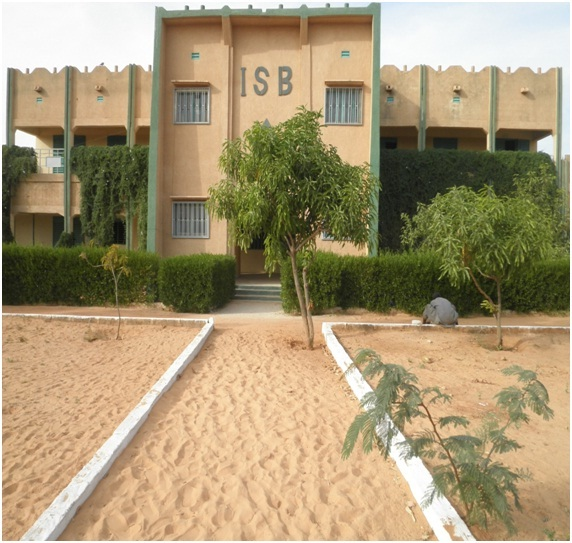
معهد الصحة «بوزو دان زامبادي».

مرادي ثالث مدن النيجر سكانا والمركز الإداري لمنطقة مرادي. تقع على الطريق المعبد الذي يعد محور التواصل بين شرق النيجر (دفا) وغربها (نيامي). ويتجه طريق آخر جنوبا ليربطها بمدينة كانو حاضرة شمال نيجيريا.

## السكان
أغلب السكان من الهوسا وتوجد أقلية من الفلان والطوارق. كما يتواجد نيجيريون يعملون في الحرف وبالتحديد من الإغبو واليوروبا.

## الاقتصاد
تعتبر العصب الرئيسي للتجارة والتنقل والزراعة بمنطقة الهاوسا الواقعة في وسط جنوب النيجر. وطالما كانت مدينة تجارية وتتصل مع نيجيريا إلى الجنوب مما يجعل العملة النيجيرية حاضرة بجوار عملة النيجر. وأشهر المحاصيل الزراعية بالمنطقة الفول السوداني.

## التاريخ
كانت جزء من دولة للهوساوة تسمى كاتسينا ثم استقلت عنها في القرن التاسع عشر الميلادي. ومنذ ذلك الحين باتت إحدى حاضرات بقايا دولة كاتسينا في هيئتها الهوساوية، وقد شكلها حكام ونبلاء فروا من خلافة صكتو الصاعدة.
تكونت إمارة مرادي في ذات القرن، وجاورتها دول أقوى وأكثر نفوذا من الغرب (غوبر) ومن الشرق (زندر) ومن الجنوب (صكتو).
عند وصول المحتل الفرنسي شهدت المدينة دمارا وخرابا كبيرا، لكنها عادت لتحتلك مكانة إقليمية هامة في مجال التجارة، كما استفادت من حوافز فرنسية لإنتاج محاصيل ربحية من الفول السوداني. وتتنافس مع زندر منذ الاستقلال لكونها مركزا ثقافيا للهوسا.

## المعالم
من معالم المدينة مسجد كبير، ومركز للحرف التقليدية، وقصر الحاكم الإقليمي، والسوق الكبير، وغيرها. إلا أن أجزاء كثيرة من المدينة أنشئت منذ الخمسينيات ولها طابع صناعي.

## معرض صور

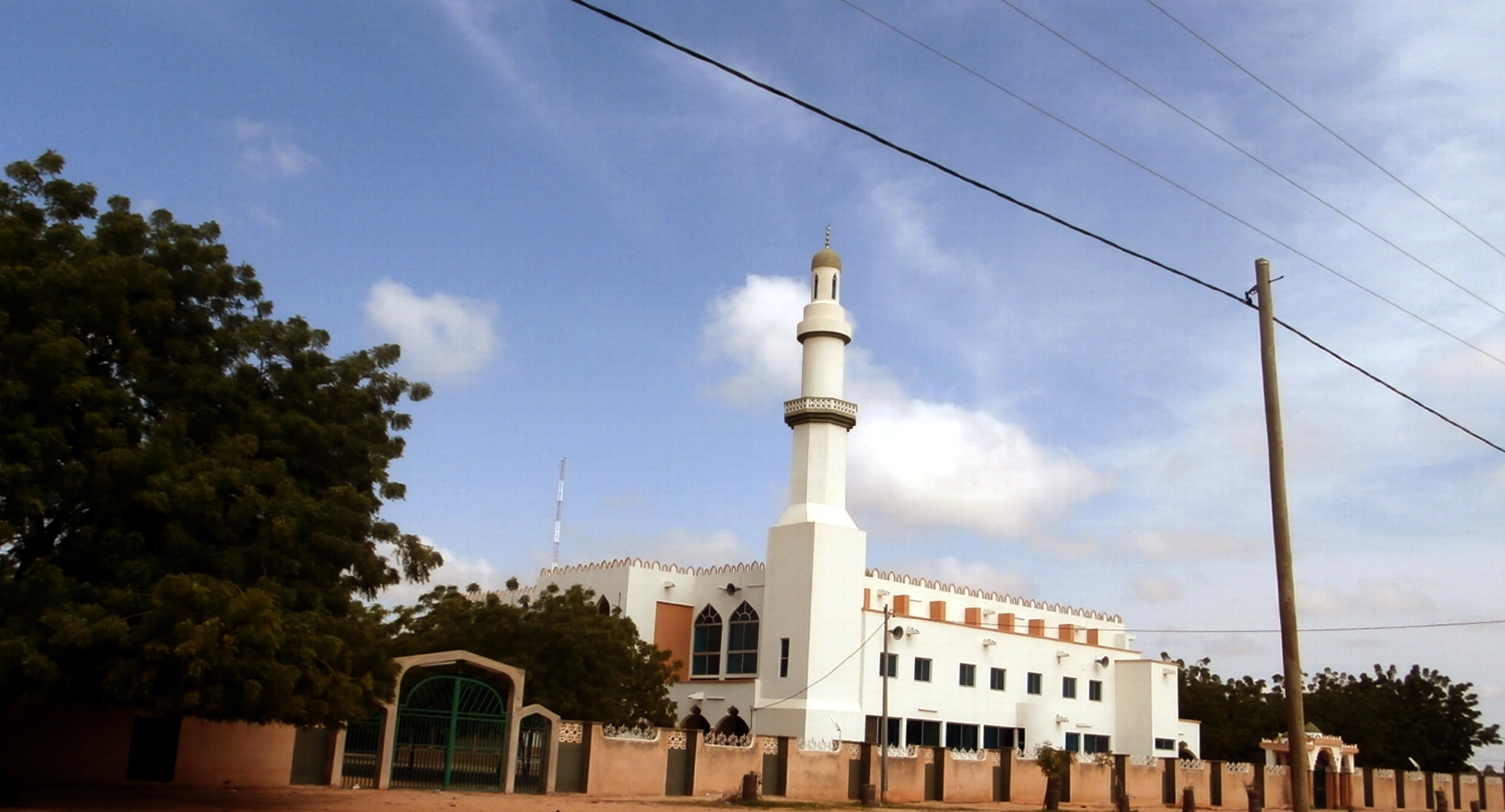
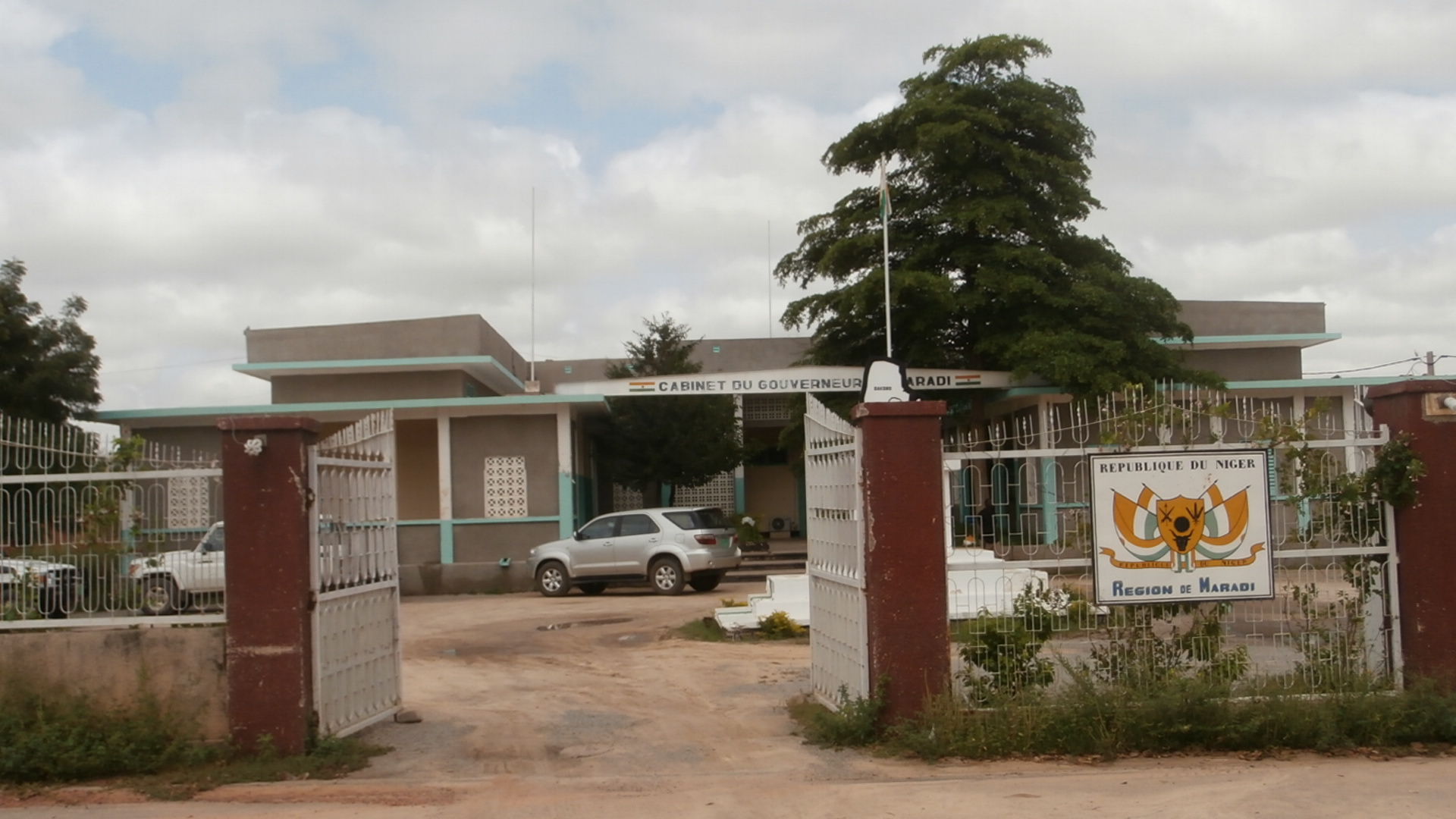
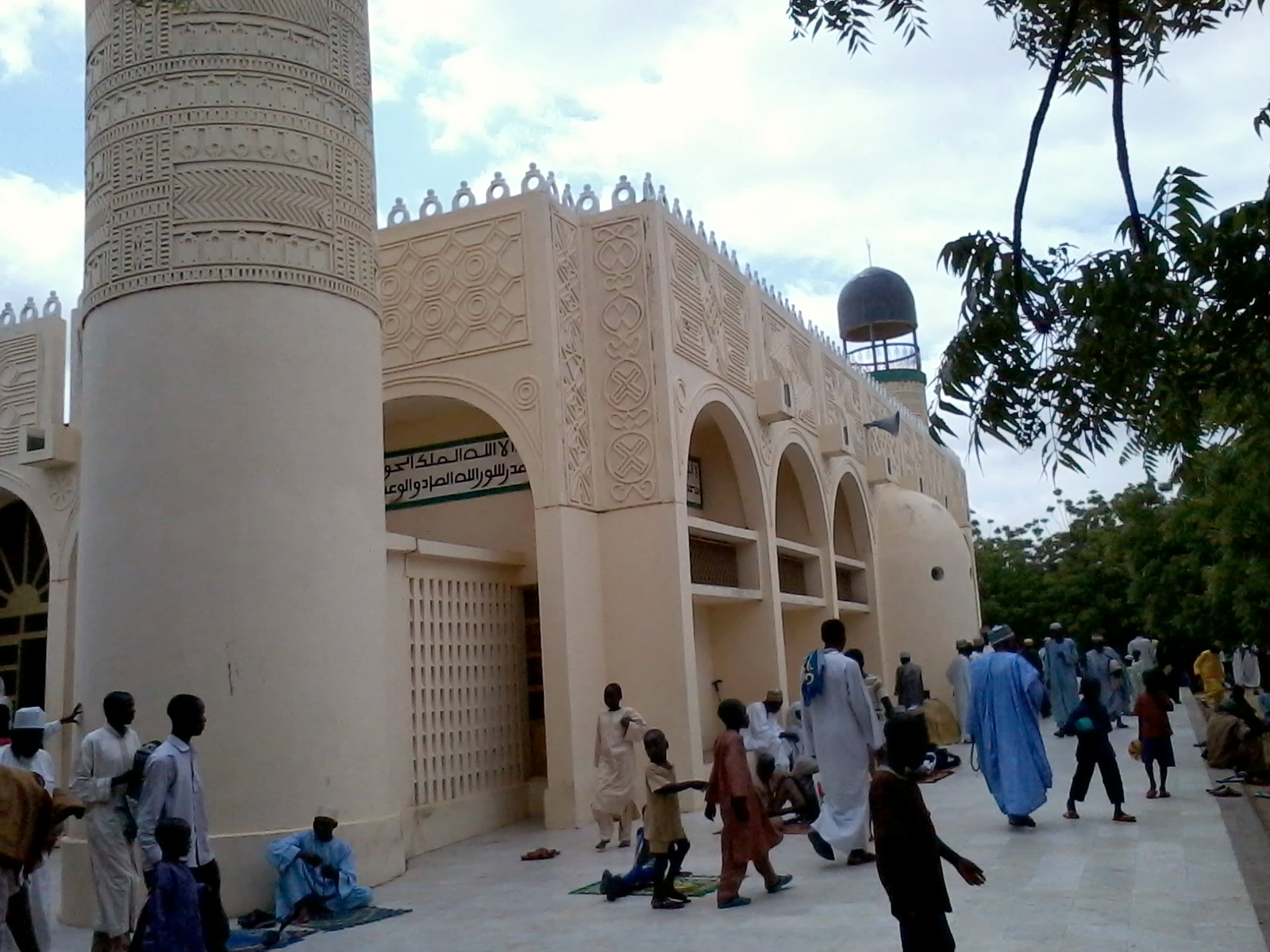
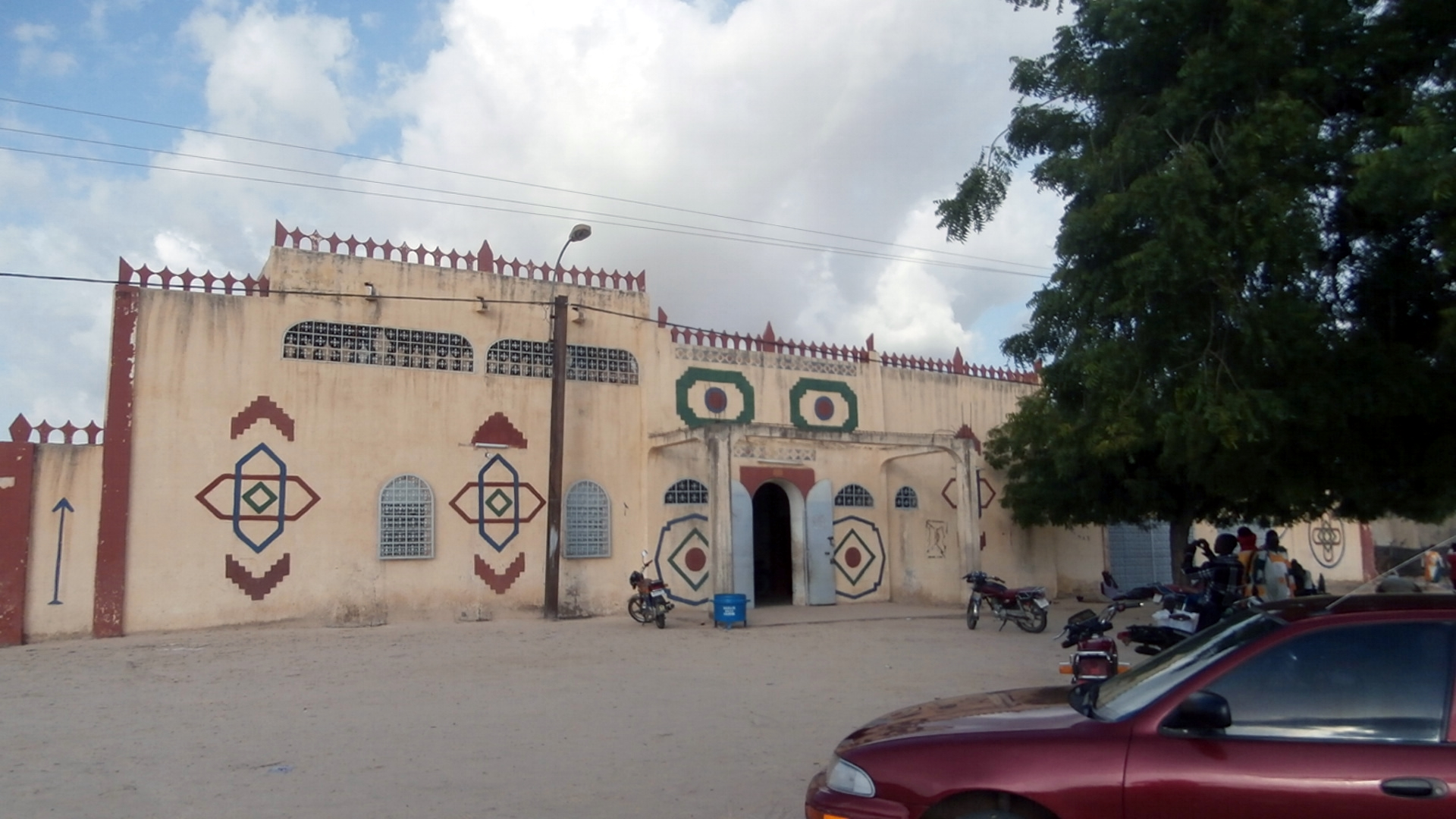